# Víctor Hugo Hernández
Víctor Hugo Hernández Orepeza (Zamora, Michoacán, 19 de mayo de 1986) es un futbolista mexicano que juega como Portero.

## Trayectoria
Club Deportivo Guadalajara
Ha jugado con los equipos del Club Deportivo Guadalajara en Tercera y Segunda división mexicana, así como en el Club Deportivo Tapatío la filial en Primera división 'A' mexicana, también ha logrado competir internacionalmente con las fuerzas básicas del Rebaño, en torneos como la Copa Internacional de Brasil en 2005. En la temporada Apertura 2007, después de la salida de Sergio "Mochis" Arias a los Dorados de Sinaloa, recibe la oportunidad de unirse al primer equipo como tercer portero, siendo registrado como parte del plantel 2007-08.
Debutó con el primer equipo de las Chivas Rayadas del Guadalajara el 27 de septiembre de 2008, en el Clásico Tapatío contra los Rojinegros del Atlas. Su debut se dio como resultado del mal paso que tuvo el entonces arquero Sergio Rodríguez, al cometer una serie de errores en la portería durante las últimas jornadas de la liga y en el torneo internacional de la Copa Nissan Sudamericana, principalmente en el partido de ida, en el Estadio Jalisco, terminando con un marcador de 2-2, contra el Clube Atlético Paranaense lo que le costó la titularidad.
Su primer partido internacional fue en Brasil, contra el Atlético Paranaense, al terminar el encuentro 3-4, dándole el pase al rebaño, a la siguiente fase.
Club Puebla
En el Draft 2012 fue transferido al Club Puebla a préstamo con opción a compra. 
Club Deportivo Guadalajara (Segunda Etapa)
Para el Apertura 2013 Puebla, ya no requería de los servicios de Hugo Hernández, y regresó a Chivas, llegando de Préstamo, y siendo tercer refuerzo de Chivas. 
Querétaro Fútbol Club
Tras finalizar el torneo Clausura 2014, Chivas no requirió más de sus servicios y pasa al Querétaro Fútbol Club a Préstamo por 1 año, con opción a compra.
Club Necaxa
Con 3 juegos con los Gallos Blancos y no hacer válida la compra del jugador, fue anunciado como refuerzo de los rayos para el Apertura 2015.
Deportivo Tepic
En el draft ascenso 2016, Necaxa no requirió más de sus servicios y al no hacer válida la compra, pasa a préstamo con el Deportivo Tepic.

### Clubes
| Club                       | País   | Año         |
| -------------------------- | ------ | ----------- |
| Club Deportivo Guadalajara | México | 2008 - 2012 |
| Club Puebla                | México | 2012 - 2013 |
| Club Deportivo Guadalajara | México | 2013 - 2014 |
| Querétaro Fútbol Club      | México | 2014 - 2015 |
| Club Necaxa                | México | 2015        |
| Deportivo Tepic            | México | 2016 - 2017 |
| Club Atlético Zacatepec    | México | 2017 - 2019 |